# Trémorel
Trémorel település Franciaországban, Côtes-d’Armor megyében. Lakosainak száma 1154 fő (2022. január 1.). Trémorel Illifaut, Lanrelas, Loscouët-sur-Meu, Plumaugat és Merdrignac községekkel határos.

## Népesség
A település népessége az elmúlt években az alábbi módon változott:
| Lakosok száma | 1202 | 971  | 954  | 1033 | 1119 | 1146 | 1152 | 1142 | 1147 | 1154 |
|               | 1968 | 1982 | 1990 | 2006 | 2013 | 2015 | 2017 | 2019 | 2020 | 2022 |